# Армениш
Армениш (рум. Armeniș) је насеље и седиште истоимене општине Армениш у жупанији Караш-Северин у Румунији. Према попису из 2021. у насељу је било 1.127 становника.

## Прошлост
По "Румунској енциклопедији" место се први пут помиње у документима 1428. године. Био је тада посед Јована, сина Богдановог. До 1789. године живели су становници на локалитету долини "Пљусак", да би прешли на данашњи, познат као "Арменишки ковчег" по истоименом потоку.
Аустријски царски ревизор Ерлер је 1774. године констатовао да место припада Тамишком округу, Карансебешког дистрикта. Село има милитарски статус, а становништво је било претежно влашко. У "Арменици" је православна парохија подређена Карансебешком протопрезвирату. Ту је 1824. године био парох поп Антоније Богојевић.

## Становништво
| 1992. | 2002. | 2011. | 2021. |
| ----- | ----- | ----- | ----- |
| 1.519 | 1.391 | 1.255 | 1.127 |

Армениш је према попису из 2021. имао 1.127 становника што је за 128 мање (-10,20%) у односу на попис из 2011. када је у насељу било 1.255 становника.
Према попису из 2011. већину становништва су чинили Румуни (95,62%).
| Етнички састав према попису из 2011.‍ | Етнички састав према попису из 2011.‍ | Етнички састав према попису из 2011.‍ | Етнички састав према попису из 2011.‍ | Етнички састав према попису из 2011.‍ |
| ------------------------------------ | ------------------------------------ | ------------------------------------ | ------------------------------------ | ------------------------------------ |
|                                      |                                      |                                      |                                      |                                      |
| Румуни                               | Румуни                               |                                      | 1.200                                | 95,62%                               |
| Роми                                 | Роми                                 |                                      | 19                                   | 1,51%                                |
| Непознато                            | Непознато                            |                                      | 36                                   | 2,87%                                |